# 法演
法演（ほうえん、本名非公開）は、日本の占い師、真言密教の修験者、ライター。占い師専門プロダクションLuck Out所属。オリジナル占術「MITSURI（みつり）」。東洋の占術をベースに生年月日から暴露数を導き出して人間の本質を占う。奈良県にある真言宗醍醐派　別格本山　鳴川山元山上千光寺にて平成18年6月14日得度。僧正・大塚静遍より法名を授かる。師匠は沖田法瀧。ライターとしては美容業界専門紙、女性誌などで原稿を書くほか、小説、占い本、芸能人の著作など多岐にわたりゴーストとして活動していた。

## 略歴
ライターとして活動する中で、ゴーストで占い原稿を書く機会が増え、書いた原稿がランキングを独占するなど高い評価を受けるようになる。
占い原稿を多く書くことで占いを覚えたため習得している占術は多岐にわたる。姓名判断、風水、家相、人相、西洋占星術、四柱推命、紫微斗数、タロット、ルノルマンカード、アストロダイスなど。
2019年8月、ラバーガール飛永翼が立ち上げた、プロダクション人力舎の若手芸人を中心とした占いを学ぶ会「占い部～フォーリエ～」で占いを教える。
2021年10月より占い師専門プロダクションLuck Outに所属、TBSテレビ「占いメガネ」にレギュラー出演。
2021年1月よりテレビ東京「占いリアリティSHOW どこまで言っていいですか？」にレギュラー出演。

## 占術
- オリジナル占術「MITSURI（みつり）」

## 出演

### テレビ
- 「花咲かタイムズ」（2018年2月、CBCテレビ）
- 「占いメガネ」（2021年10月〜、TBSテレビ）
- 「占いリアリティSHOW どこまで言っていいですか？ 年末特番」（2021年12月28日、テレビ東京）
- 「占いリアリティSHOW どこまで言っていいですか？」（2022年1月～、テレビ東京）
- 「占いなんて信じない」（2022年12月２日、テレビ東京）

### ラジオ
- 鈴木拓宅（2017年10月1日、2017年10月8日、TBSラジオ）
- 蛙亭トノサマラジオ（2023年1月10日、ニッポン放送）
- OBCグッドアフタヌーン！和田麻実子のみみよりだんご（2023年１月10日、ラジオ大阪）
- UP↑↑　（2024年1月、ABCラジオ）
- THE GOAT（ザ・ゴート）（2024年12月13日、JFN）
- MASSIVE HISTORIA　（2024年12月29日、J-wave)
- サマンサアナンサのDO UP（2024年2月1日、ABCラジオ）

### ネット配信
・「迷えるとんぼちゃん」（2022年4月～2022年８月11日、ABEMA TV）

### 著書
・法演のMITSURI占い（2022年12月、辰巳出版）

### 雑誌
- オージオ化粧品会報誌
- ヤーマン季刊誌
- キューサイ株式会社季刊誌「いろどり」
- sweet特別編集 あなたの運勢が輝く 3年占い（2022年3月30日、宝島社）
- エル・ジャポン （2023年、1月号）
- 2024年下半期最強占い (2024年6月、扶桑社ムック）
- PHPスペシャル 増刊号 （2024年7月）
- 2025年あなたの占い（2024年11月、ブティック社ムック）
- とにかく幸運が舞い込む　最高の開運法　（2025年12月　TJムック　宝島社）
- PHPスペシャル　いいことが続く「運」の磨き方 （2025年5月号）

### イベント
- 「占いフェス ONLINE 2021 SUMMER」出演（2021年7月）
- 「神田明神プレミアム鑑定会」出演（2021年7月）
- 「占いフェス ONLINE 2022 NEWYEAR」出演（2022年1月）
- 「蛙亭イワクラと浴衣でふたり」出演（2022年８月）
- 「大阪城楽市楽座」出演（2022年10月）
- 「原宿初詣 LUCKY NEW YEAR 2023 powered by 占いフェス」出演（2023年1月）
- 「土曜日はオフレコでお願いします！大阪 女子会スペシャル」出演（2023年４月８日）

### Webコンテンツ
- yahooコラム
- 占いビデオレター（2017年～）
- cocoloniPROLO
- ELLE DECOR
- 美ST ONLINE (2018年～）
- 「占いTV」にて占いコンテンツを監修（2021年10月）
- 「BaseCamp」にてファンコミュニティ「保護者会」を開始（2021年10月）
- 「占いフェス」にて占いアトラクション「心機一転！応援ノ書」を監修（2022年1月）
- SPUR「人気占い師・法演さんがアドバイス！ 長所も短所も受け止めて楽しく生きる、表裏【MITSURI】占い
- LEE WEB「法演の「今日の運勢」MITSURI占いで開運！」（2025年1月～）
- レディースアートネイチャー公式LINE『星占い』（2025年4月～）

## 占った有名人
五十音順・ABC順
- 秋山寛貴（ハナコ）

- あの
- 荒牧慶彦
- いかちゃん
- いしだ壱成
- イワクラ（蛙亭）
- ヴァンビ（ヴァンゆん）
- 詩羽（水曜日のカンパネラ）
- 内田理央
- 内山悠里菜
- 梅澤めぐ
- 大倉士門
- 景井ひな
- 柏木由紀
- KABA.ちゃん
- 神尾晋一郎
- 上國料萌衣（アンジュルム）
- 神咲詩織
- 亀田興毅
- 川上なな実
- 河合郁人（A.B.C-Z）
- 川崎希
- 川谷絵音（ゲスの極み乙女）
- 鬼龍院翔(ゴールデンボンバー)
- kemio
- 小池里奈
- 五関晃一（A.B.C-Z）
- 駒田航
- 小宮璃央
- 近藤夏子
- 酒井健太（アルコ&ピース）
- 酒井貴士（ザマミィ）
- さくらまや
- 佐々木優太
- 佐藤景瑚（JO1）
- 佐藤修平（ABCアナウンサー）
- サマンサ・アナンサ
- サーヤ（ラランド）
- 嶋佐和也（ニューヨーク）
- 島田秀平
- JUNE(ORβIT)
- SHUNYA(ORβIT)
- 整形アイドル轟ちゃん
- 芹那
- そわんわん
- 高木ブー
- 鷹村彩花
- 田口淳之介
- 為永幸音（アンジュルム）
- 谷川友梨（吉本新喜劇）
- 樽美酒研二（ゴールデンボンバー）
- チャンス大城
- 塚本麻里衣（アナウンサー）
- 土屋李央
- 中澤ミナ
- 中野周平（蛙亭）
- 永見大吾（カベポスター）
- 菜乃花
- ニコニコさかい
- ニシダ（ラランド）
- 西野亮廣
- 西山茉希
- NovelCore
- 濵田崇裕（WEST.）
- 浜田順平（カベポスター）
- 林田洋平（ザマミィ）
- 平子祐希（アルコ&ピース）
- ヒロミ
- Pさん
- ファーストサマーウイカ
- 藤田ニコル
- 降幡愛
- 帆世雄一
- まつきりな
- 森咲智美
- 守屋亨香
- 屋敷裕政（ニューヨーク）
- ゆうたろう (モデル)
- ゆきぽよ
- ゆたぼん（ユーチューバー）
- 横山由依
- 吉野北人（THE RAMPAGE from EXILE TRIBE）
- 與那城奨（JO1）
- りゅうちぇる
- 和田麻実子（アナウンサー）